# Piragüismo en los Juegos Olímpicos de Londres 2012 – K-2 200 metros masculino
La prueba K-2 200 metros masculino de piragüismo en los Juegos Olímpicos de Londres 2012, se llevó a cabo entre el 10 al 11 de agosto, en Eton Dorney en Buckinghamshire.

## Horario
Todas las horas están en horario de verano (UTC+1)
| Fecha                         | Tiempo      | Ronda              |
| ----------------------------- | ----------- | ------------------ |
| Viernes, 10 de agosto de 2012 | 10:33 11:44 | Series Semifinales |
| Sábado, 11 de agosto de 2012  | 10:41       | Finales            |

## Resultados

### Serie
Los primeros cinco de cada serie califican para las semifinales, el resto va a la final B.

#### Serie 1
| Rank | Kayakista                        | País             | Tiempo | Notas |
| ---- | -------------------------------- | ---------------- | ------ | ----- |
| 1    | Yury Postrigay Dmytro Dyachenko  | Rusia (RUS)      | 32.321 | Q     |
| 2    | Ronald Rauhe Jonas Ems           | Alemania (GER)   | 32.905 | Q     |
| 3    | Arnaud Hybois Sébastien Jouve    | Francia (FRA)    | 32.933 | Q     |
| 4    | Ryan Cochrane Hugues Fournel     | Canadá (CAN)     | 33.407 | Q     |
| 5    | Ionuț Mitrea Bogdan Mada         | Rumania (ROU)    | 33.978 | Q     |
| 6    | Alexey Dergunov Yevgeni Alexeyev | Kazajistán (KAZ) | 34.254 |       |
| –    | Fernando Pimenta Emanuel Silva   | Portugal (POR)   |        | DNS   |

#### Heat 2
| Rank | Kayakista                               | País              | Tiempo | Notas |
| ---- | --------------------------------------- | ----------------- | ------ | ----- |
| 1    | Raman Piatrushenka Vadzim Makhneu       | Bielorrusia (BLR) | 33.129 | Q     |
| 2    | Liam Heath Jon Schofield                | Reino Unido (GBR) | 33.364 | Q     |
| 3    | Miguel Correa Rubén Voisard             | Argentina (ARG)   | 33.623 | Q     |
| 4    | Stephen Bird Jesse Phillips             | Australia (AUS)   | 34.120 | Q     |
| 5    | Krists Straume Aleksejs Rumjancevs      | Letonia (LAT)     | 34.447 | Q     |
| 6    | Momotaro Matsushita Hiroki Watanabe     | Japón (JPN)       | 34.669 |       |
| 7    | Olivier Cauwenbergh Laurens Pannecoucke | Bélgica (BEL)     | 35.297 |       |

### Semifinales
Los primeros 4 botes de cada semifinal califican para la final A, el resto va la final B.

#### Semifinal 1
| Rank | Kayakista                       | País              | Tiempo | Notas |
| ---- | ------------------------------- | ----------------- | ------ | ----- |
| 1    | Yury Postrigay Dmytro Dyachenko | Rusia (RUS)       | 32.051 | Q, OB |
| 2    | Liam Heath Jon Schofield        | Reino Unido (GBR) | 32.940 | Q     |
| 3    | Miguel Correa Rubén Voisard     | Argentina (ARG)   | 33.105 | Q     |
| 4    | Ryan Cochrane Hugues Fournel    | Canadá (CAN)      | 33.500 | Q     |
| 5    | Ionuț Mitrea Bogdan Mada        | Rumania (ROU)     | 34.253 |       |

#### Semifinal 2
| Rank | Kayakista                          | País              | Tiempo | Notas |
| ---- | ---------------------------------- | ----------------- | ------ | ----- |
| 1    | Raman Piatrushenka Vadzim Makhneu  | Bielorrusia (BLR) | 32.641 | Q     |
| 2    | Ronald Rauhe Jonas Ems             | Alemania (GER)    | 32.662 | Q     |
| 3    | Arnaud Hybois Sébastien Jouve      | Francia (FRA)     | 32.668 | Q     |
| 4    | Stephen Bird Jesse Phillips        | Australia (AUS)   | 34.071 | Q     |
| 5    | Krists Straume Aleksejs Rumjancevs | Letonia (LAT)     | 34.140 |       |

### Finales

#### Final B
| Rank | Kayakista                               | País             | Tiempo | Notas |
| ---- | --------------------------------------- | ---------------- | ------ | ----- |
| 1    | Alexey Dergunov Yevgeni Alexeyev        | Kazajistán (KAZ) | 35.494 |       |
| 2    | Momotaro Matsushita Hiroki Watanabe     | Japón (JPN)      | 35.739 |       |
| 3    | Krists Straume Aleksejs Rumjancevs      | Letonia (LAT)    | 36.110 |       |
| 4    | Olivier Cauwenbergh Laurens Pannecoucke | Bélgica (BEL)    | 36.336 |       |
| 5    | Ionuț Mitrea Bogdan Mada                | Rumania (ROU)    | 46.495 |       |

#### Final A
| Rank              | Kayakista                         | País              | Tiempo | Notas |
| ----------------- | --------------------------------- | ----------------- | ------ | ----- |
| Medalla de oro    | Yury Postrigay Dmytro Dyachenko   | Rusia (RUS)       | 33.507 |       |
| Medalla de plata  | Raman Piatrushenka Vadzim Makhneu | Bielorrusia (BLR) | 34.266 |       |
| Medalla de bronce | Liam Heath Jon Schofield          | Reino Unido (GBR) | 34.421 |       |
| 4                 | Arnaud Hybois Sébastien Jouve     | Francia (FRA)     | 35.012 |       |
| 5                 | Miguel Correa Rubén Voisard       | Argentina (ARG)   | 35.271 |       |
| 6                 | Stephen Bird Jesse Phillips       | Australia (AUS)   | 35.315 |       |
| 7                 | Ryan Cochrane Hugues Fournel      | Canadá (CAN)      | 35.396 |       |
| 8                 | Ronald Rauhe Jonas Ems            | Alemania (GER)    | 35.405 |       |